# 莊士敦道
莊士敦道（英語：Johnston Road）是香港的一條道路，為香港島灣仔區的一條東西交通幹線。東起自灣仔克街一帶，西至熙信大廈一帶，全長約900米。跟軒尼詩道型成的弓型包有東面的德士古油站、中間的修頓球場及西面的循道衛理香港堂。

## 歷史
莊士敦道原名海旁東（Praya East），在1902年建造電車時莊士敦道仍然處於海旁，及後在1920年代填海方成為內陸。
莊士敦道當時因紀念香港開埠初期於1841年獲委任為英屬香港護理行政官的莊士敦（A. R. Johnston）而改名。
灣仔舊區發展是該區各方政治團體角力的主題，當中包括合和實業的酒店發展項目、社工帶領區民爭取保護古樹及古建築物。
2000年代，運輸署實施「灣仔行人環境改善計劃」，其中第一階段包括擴闊莊士敦道南面部份路段的行人路至電車路旁，沿途西行的電車站成為罕見沒有使用島式月台的車站。
有關莊士敦道與菲林明道交界的過路處，運輸署曾接獲投訴指缺乏行人過路交通燈號，而該燈號已於2021年2月23日正式啟用。

## 著名地點
- 和昌大押

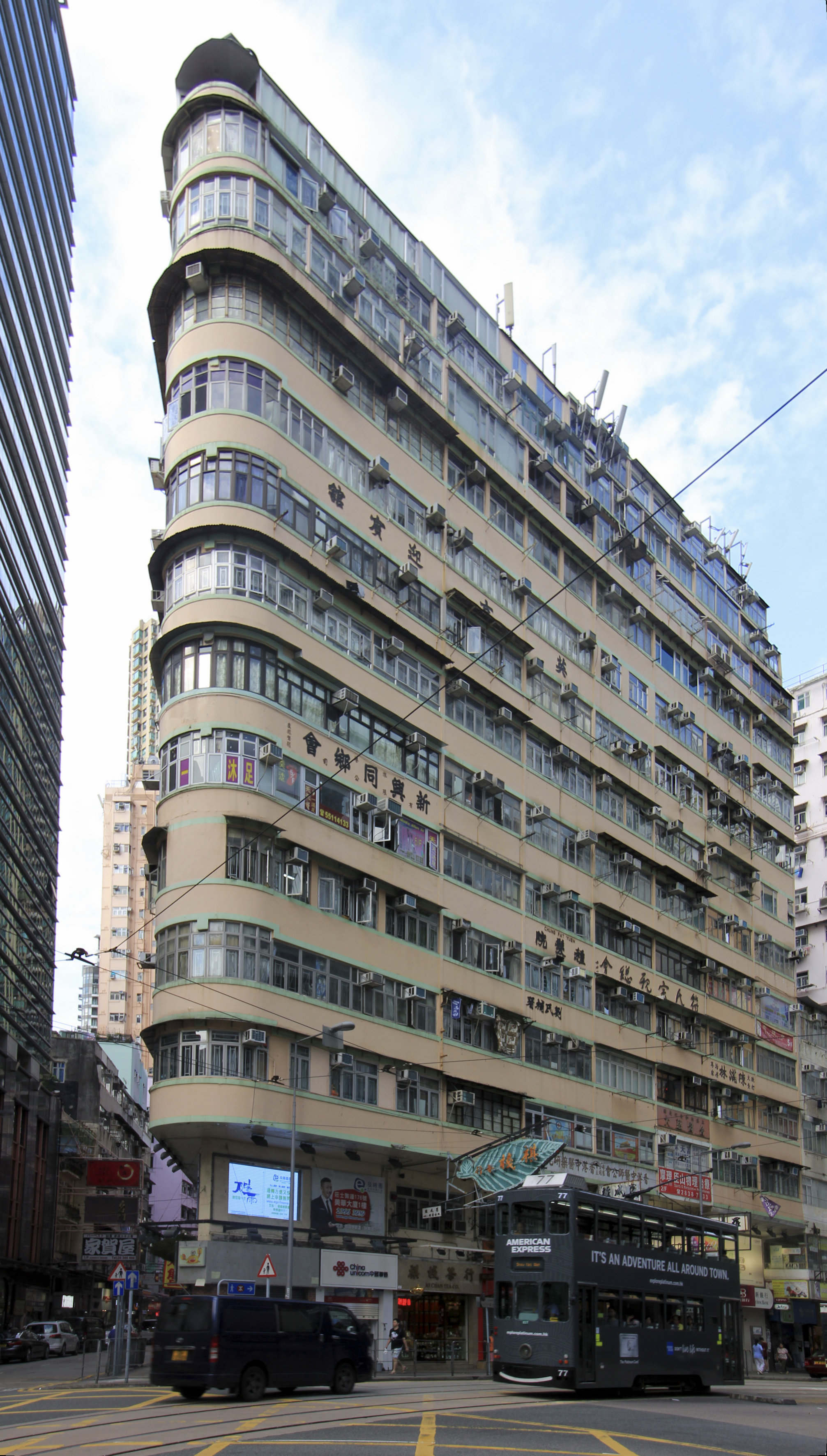
莊士敦道與灣仔道交界的美華大廈建於1963年，是一幢街角樓

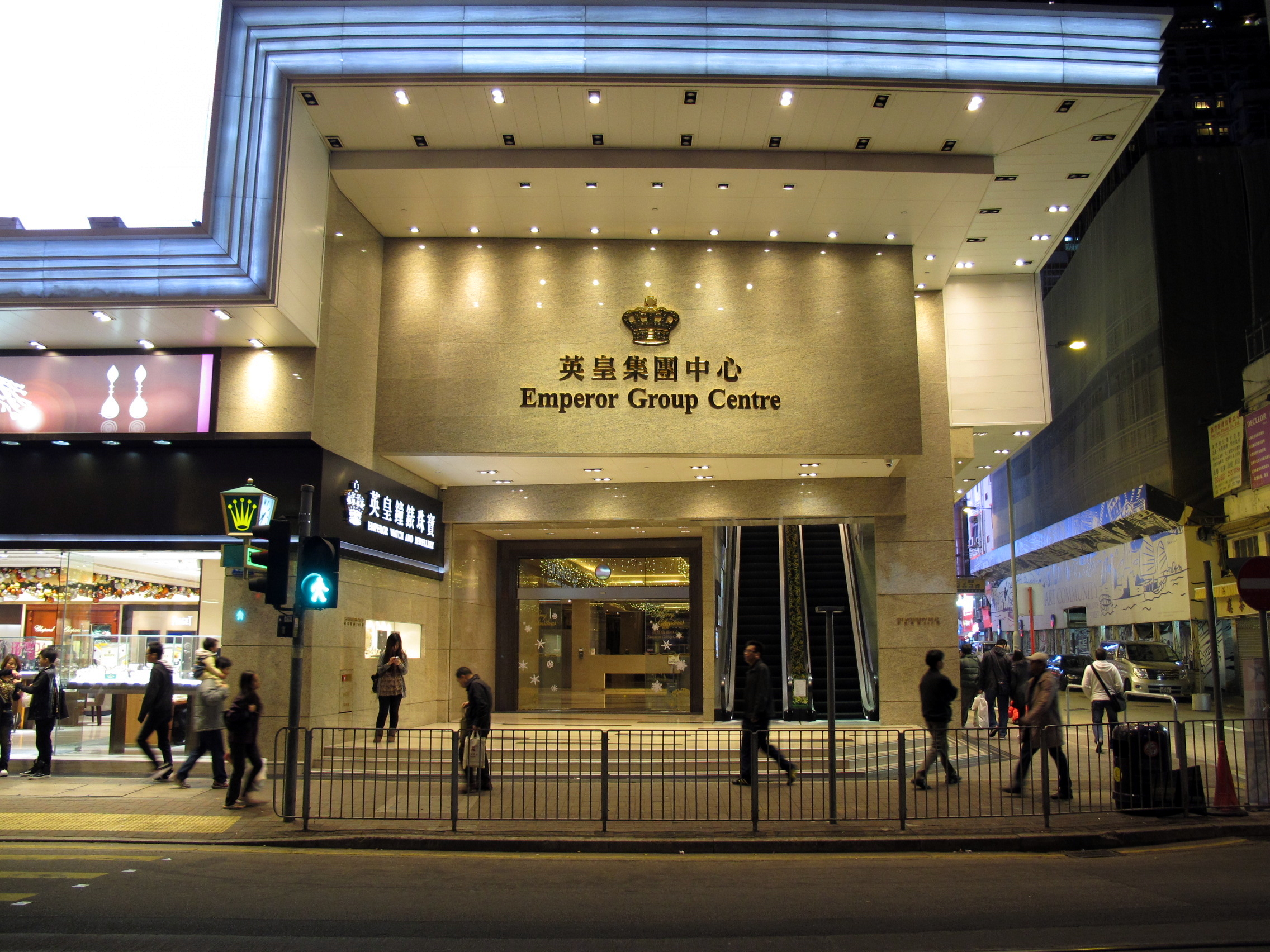
莊士敦道東面的英皇集團中心

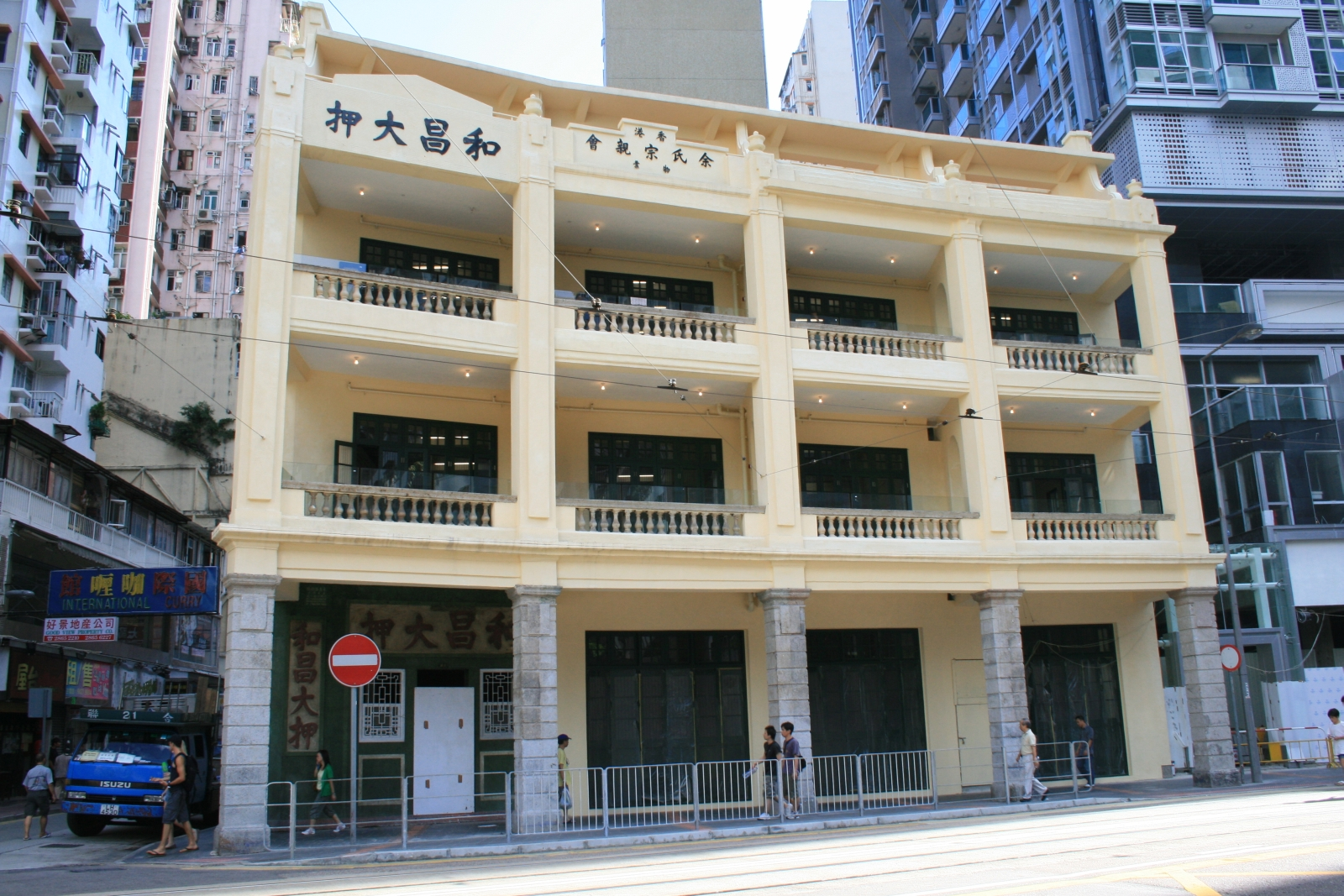
電車軌旁的和昌大押

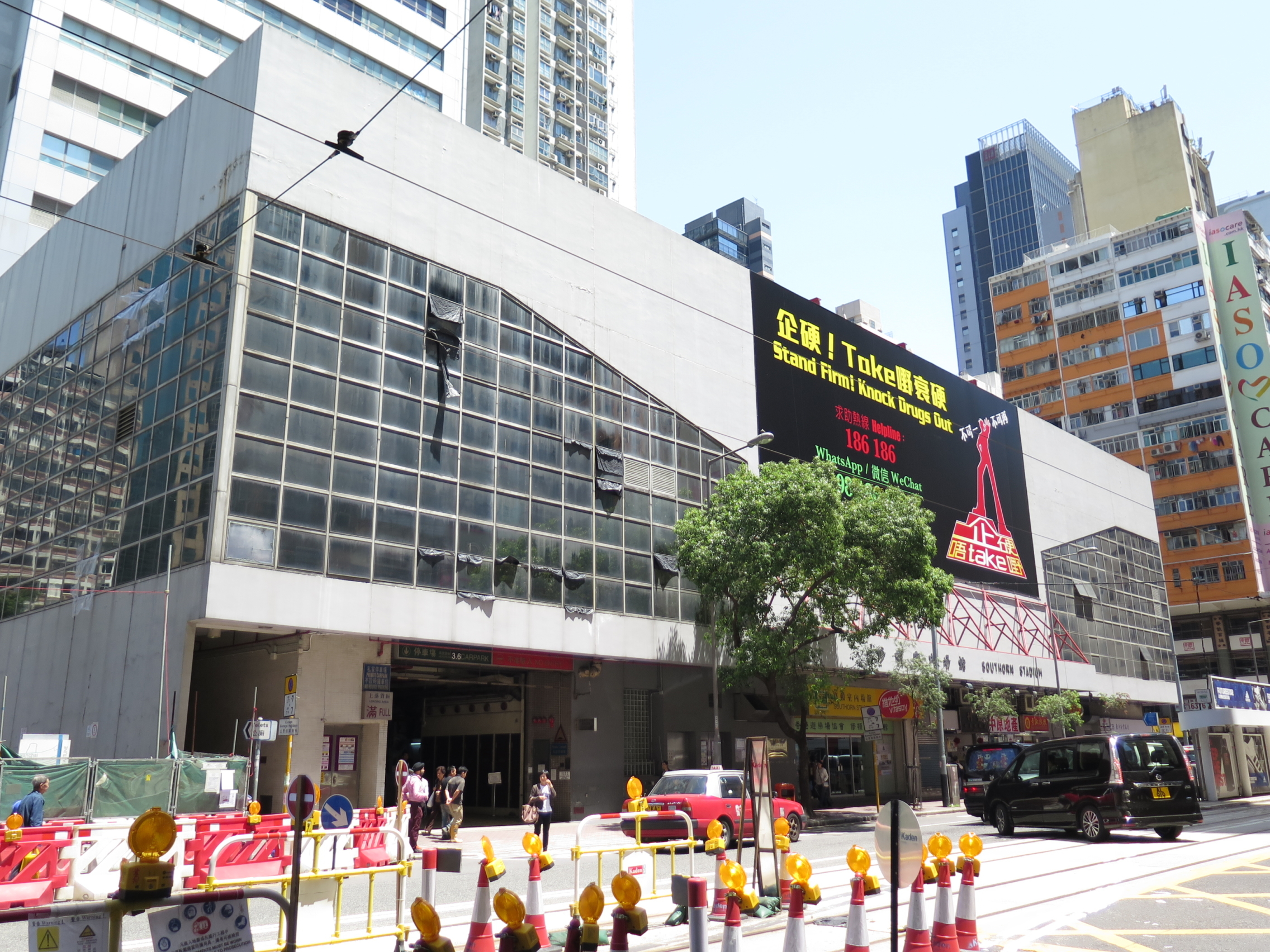
莊士敦道111號修頓室內場館

- 龍門大酒樓（昔日香港著名茶樓，已於2009年結業）

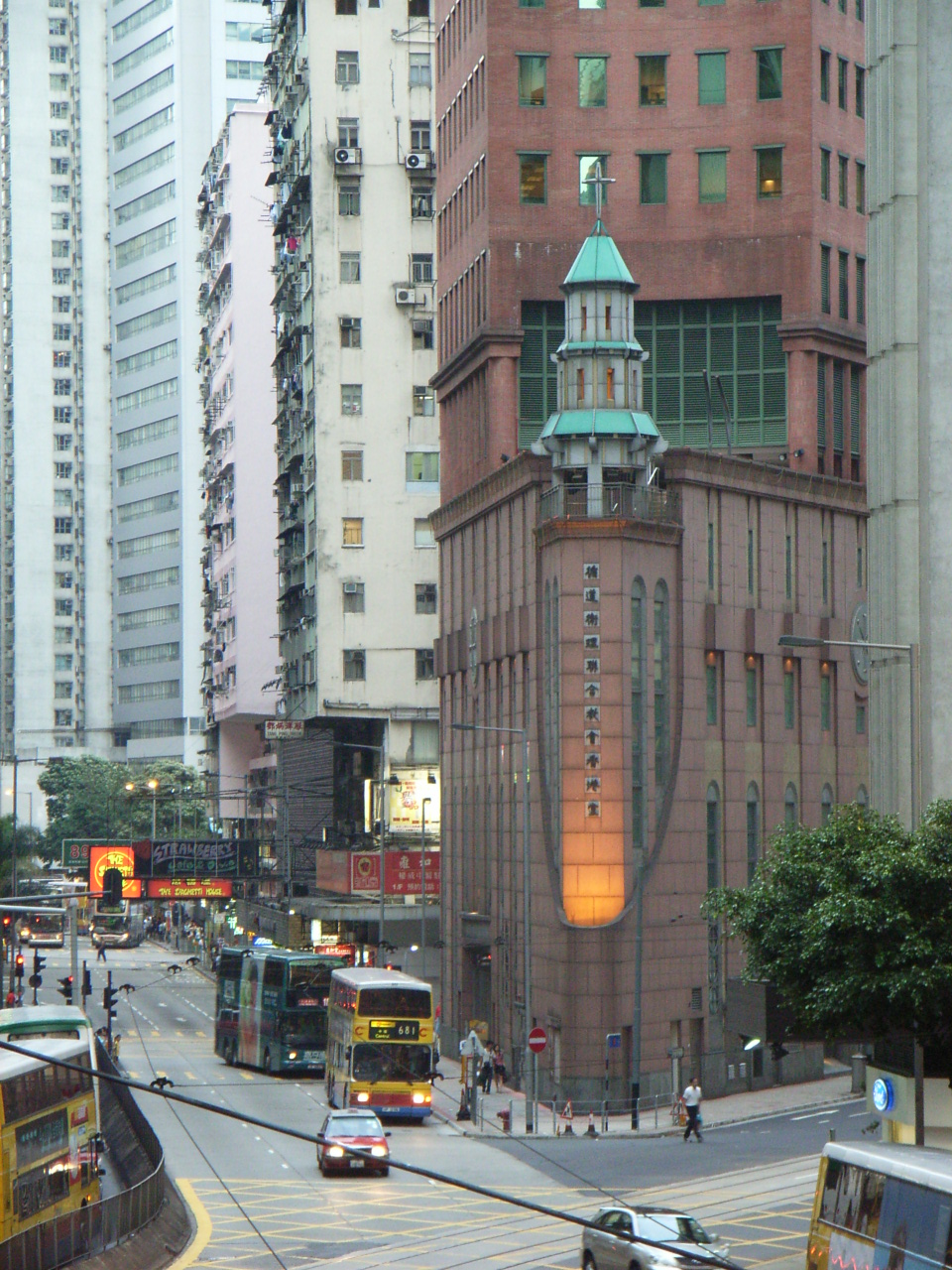
循道衛理大廈是循道衛理香港堂所在地

- 美華大廈
- 修頓球場
- 修頓體育館
- 利工民門市（一樓為總辦事處）
- 菲林明道
- 灣仔道
- 利東街
- 太原街
- 囍滙
- 利東街 (商場)
- 菲林明道
- 福臨門酒家
- 循道衛理香港堂
- 莊士敦道郵政局

## 交匯道路

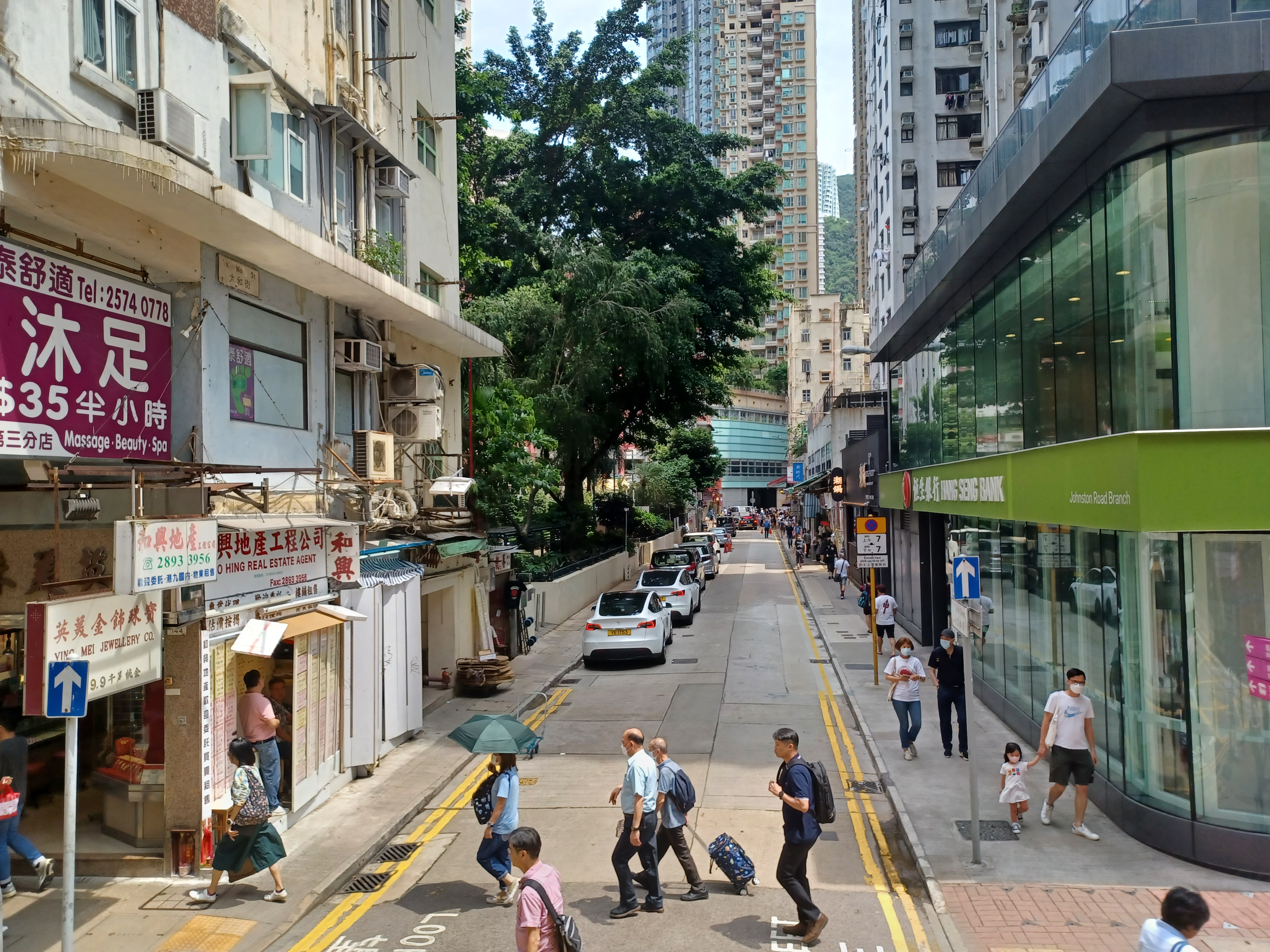
太和街

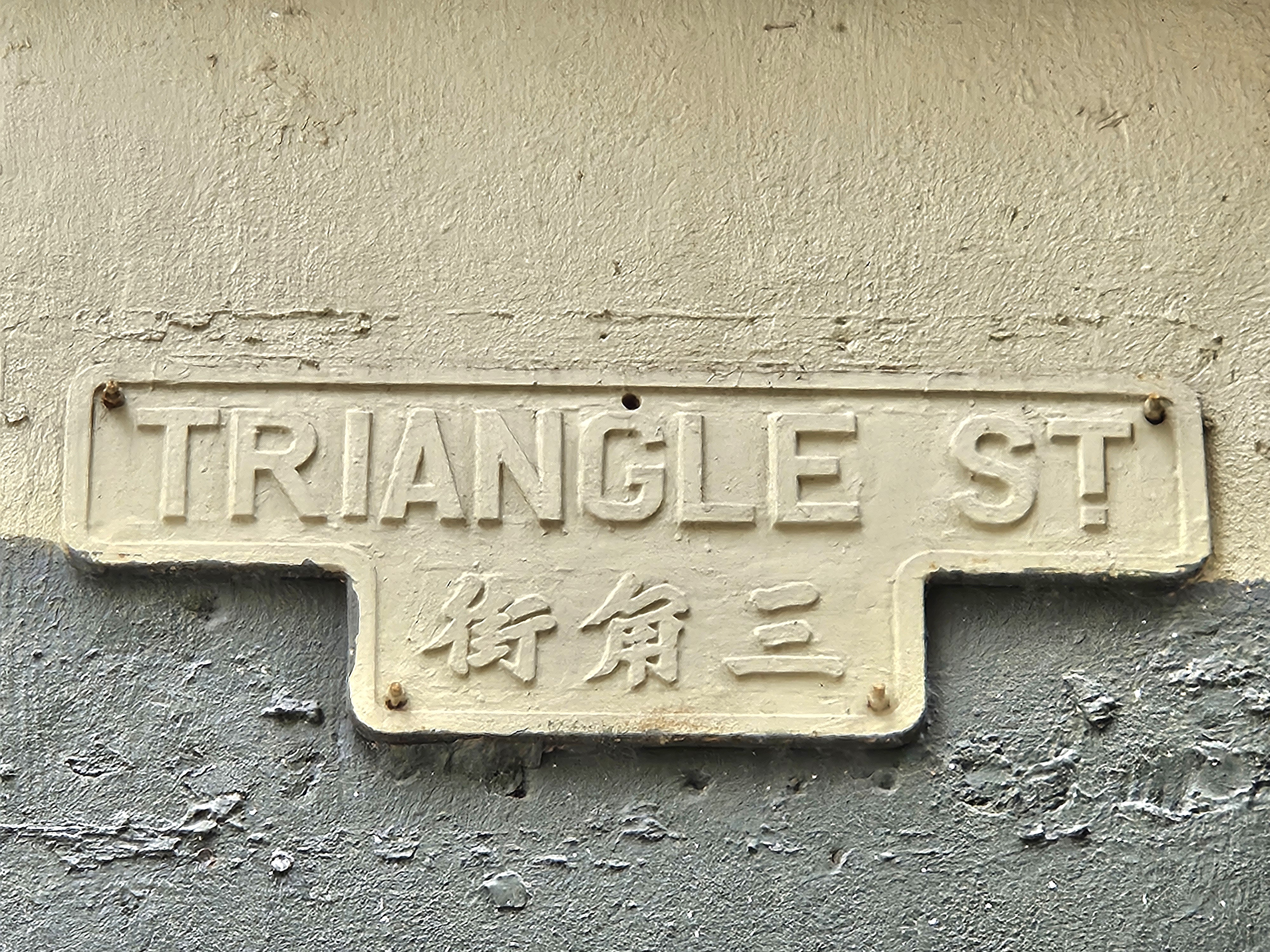
三角街圓角T型街牌

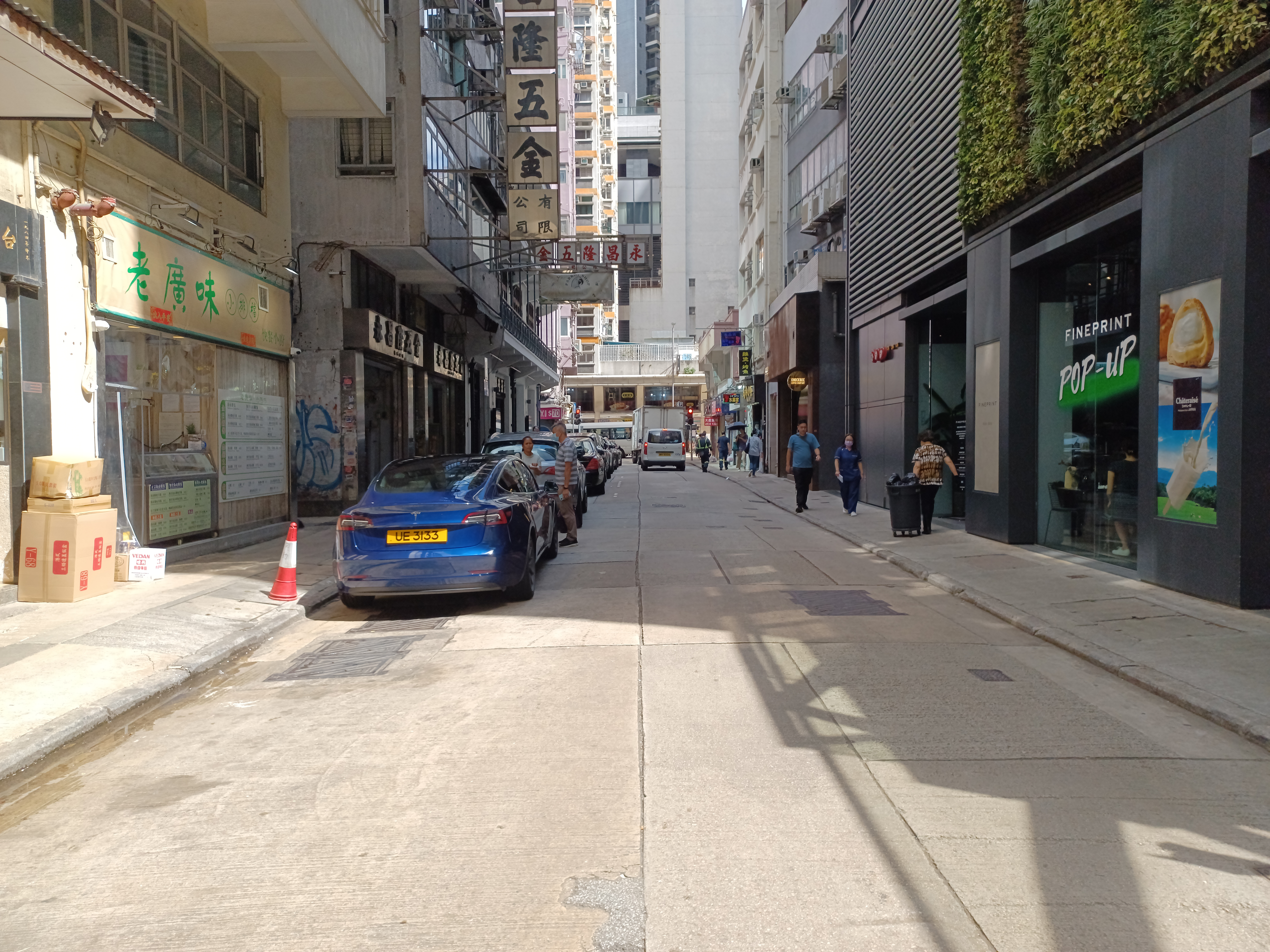
巴路士街

| - 軒尼詩道 - 蘭杜街 - 分域街 - 機利臣街 - 譚臣道 - 聯發街 - 船街 - 盧押道 | - 大王東街 - 汕頭街 - 廈門街 - 利東街 - 春園街 - 柯布連道 - 石水渠街 - 太和街 | - 三角街 - 灣仔道 - 菲林明道 - 譚臣道 - 巴路士街 - 茂蘿街 - 克街 - 軒尼詩道 |

## 街景

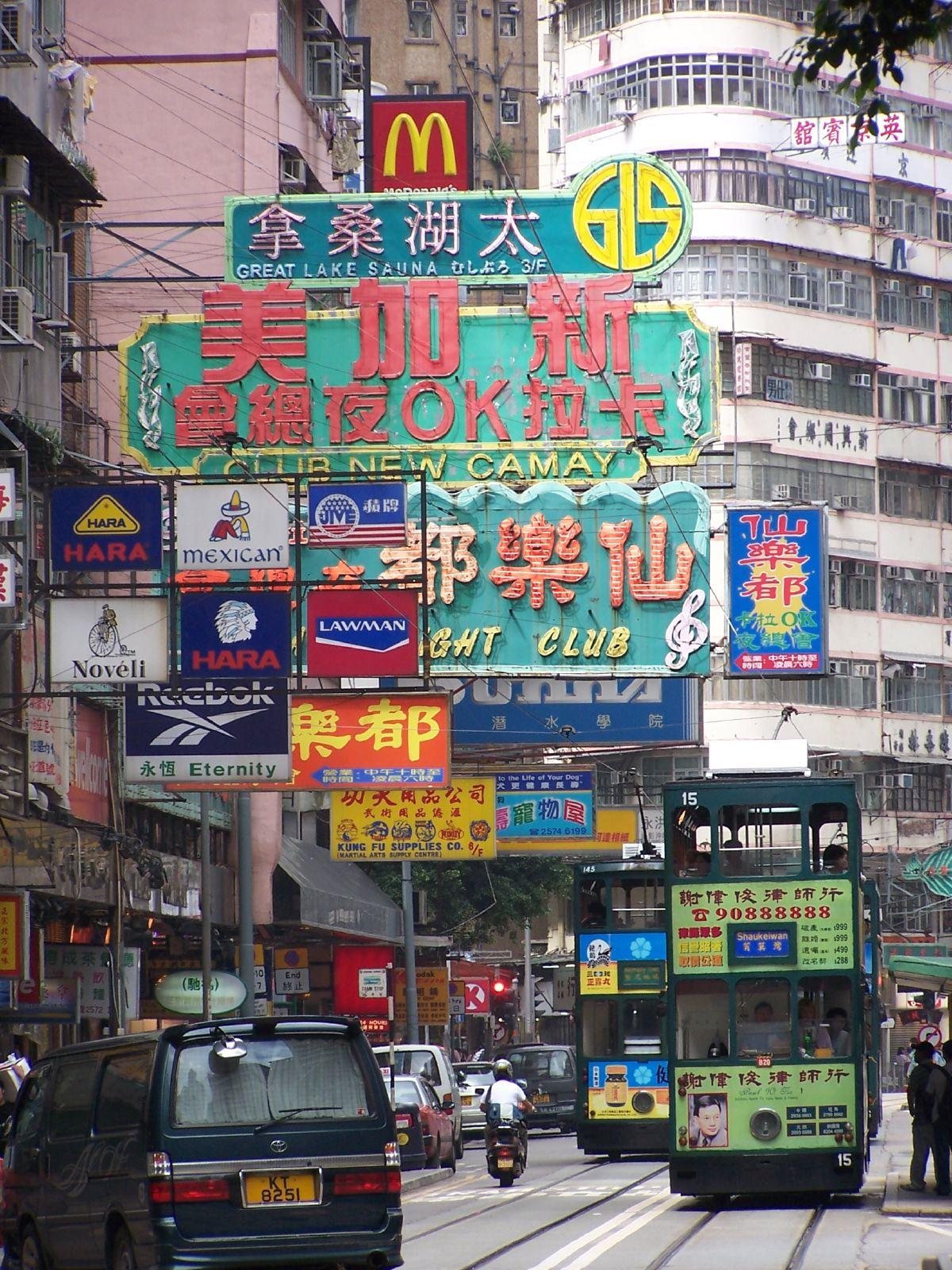
莊士敦道上的日景：老牌娛樂場所霓虹燈招牌及電車站
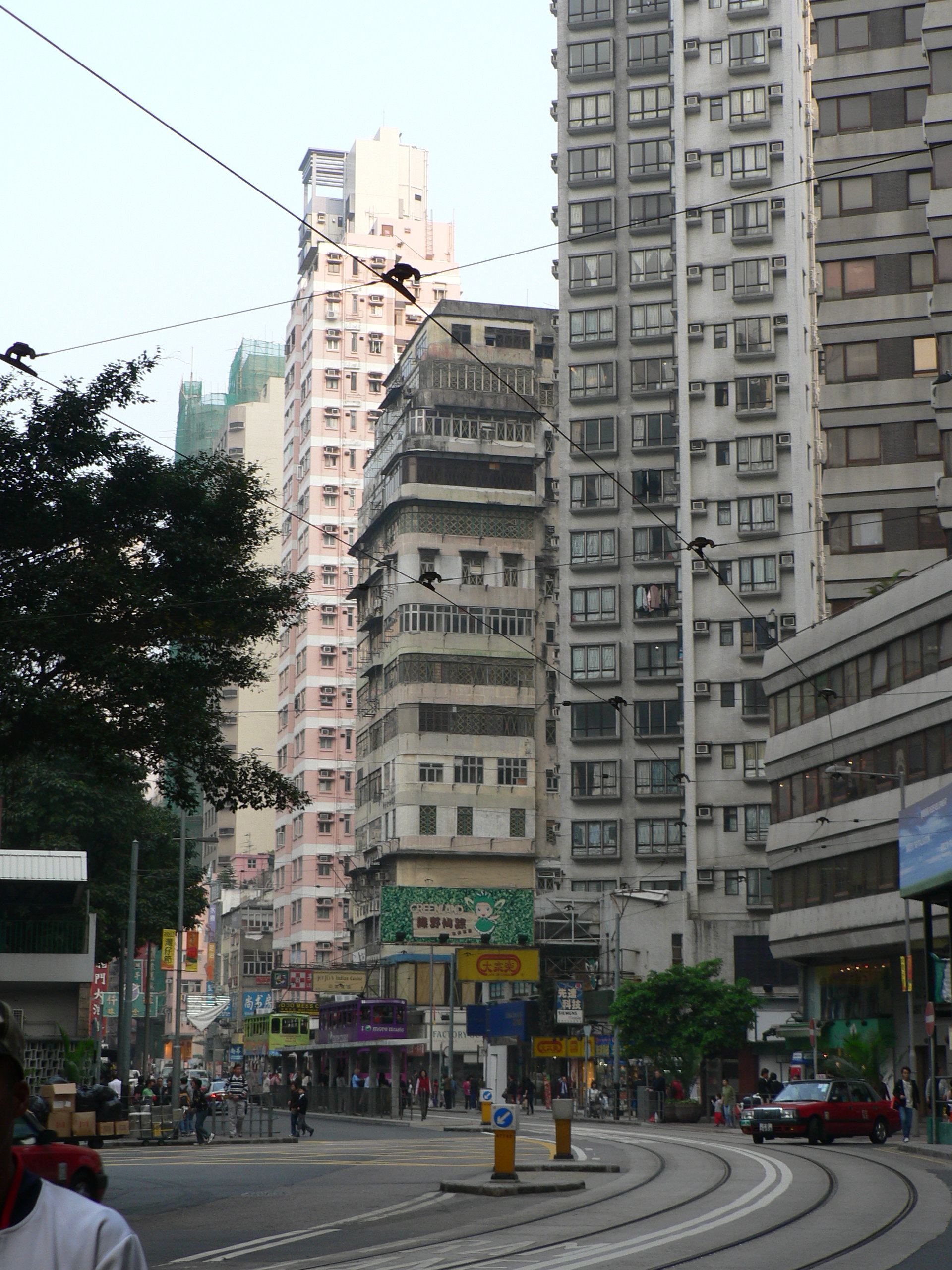
莊士敦道西段近盧押道向東望：左面為修頓球場；正前方舊樓位於利東街及廈門街之間（已於2007年清拆）
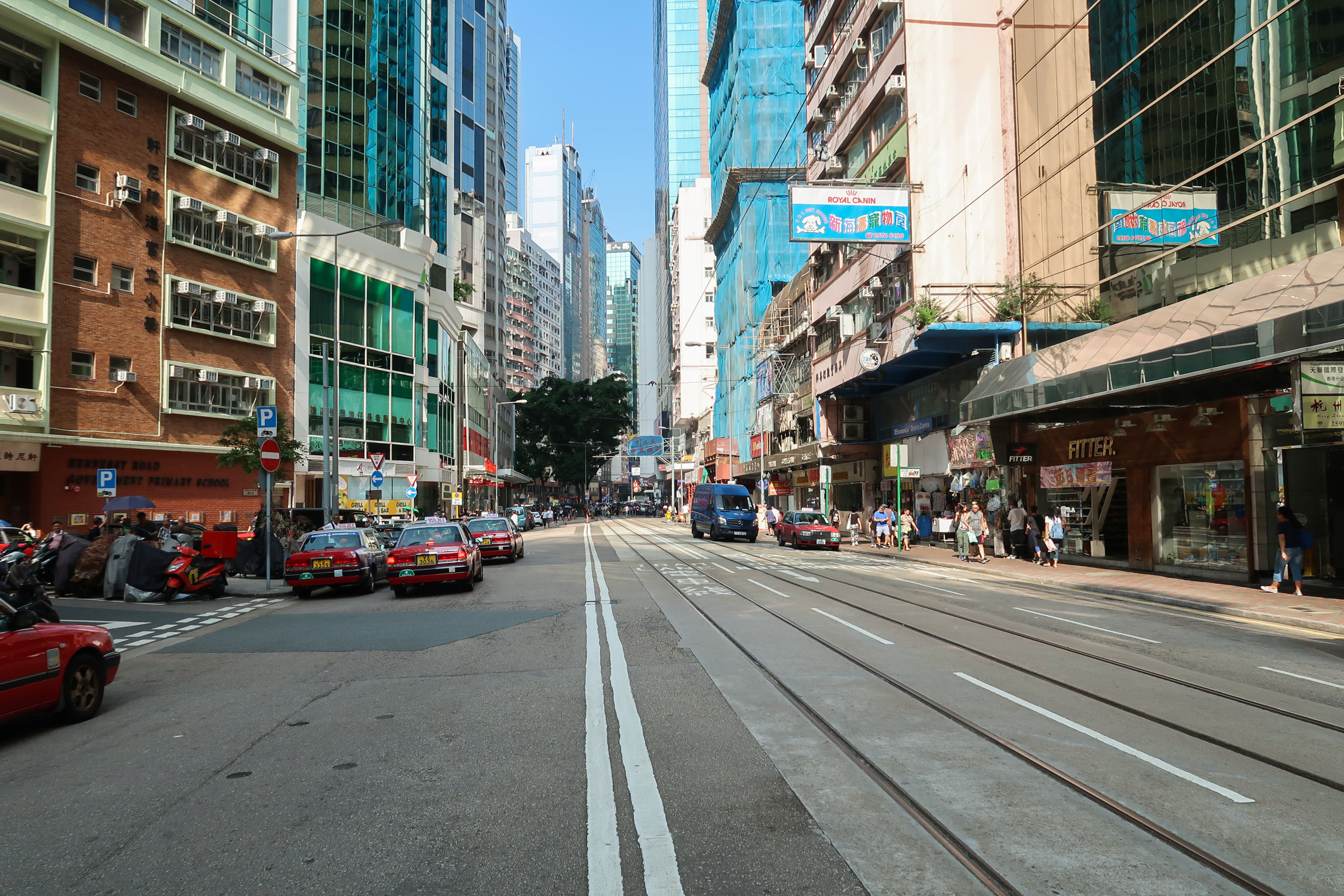
莊士敦道與譚臣道交界
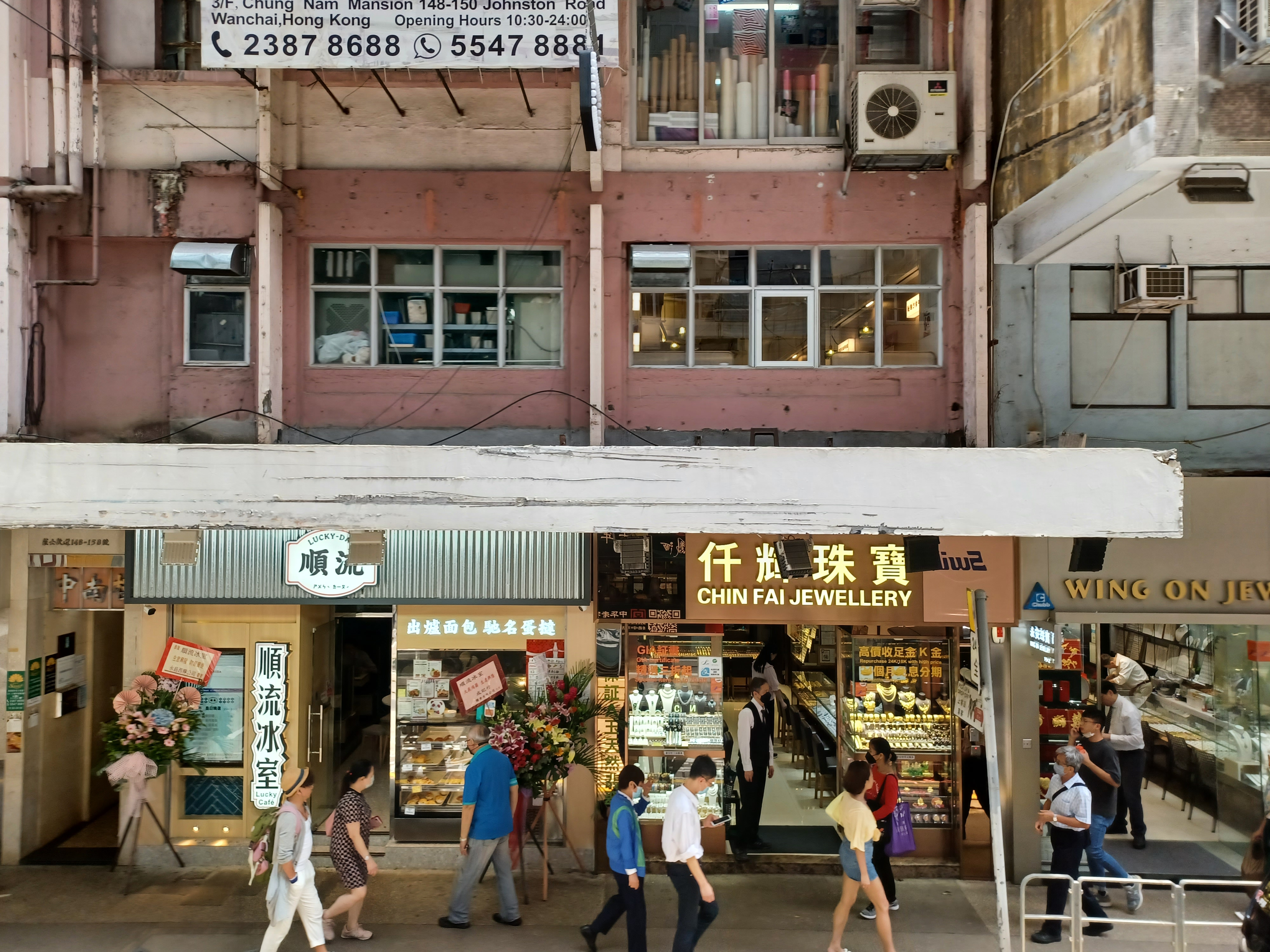
莊士敦道148-158號中南樓的地舖
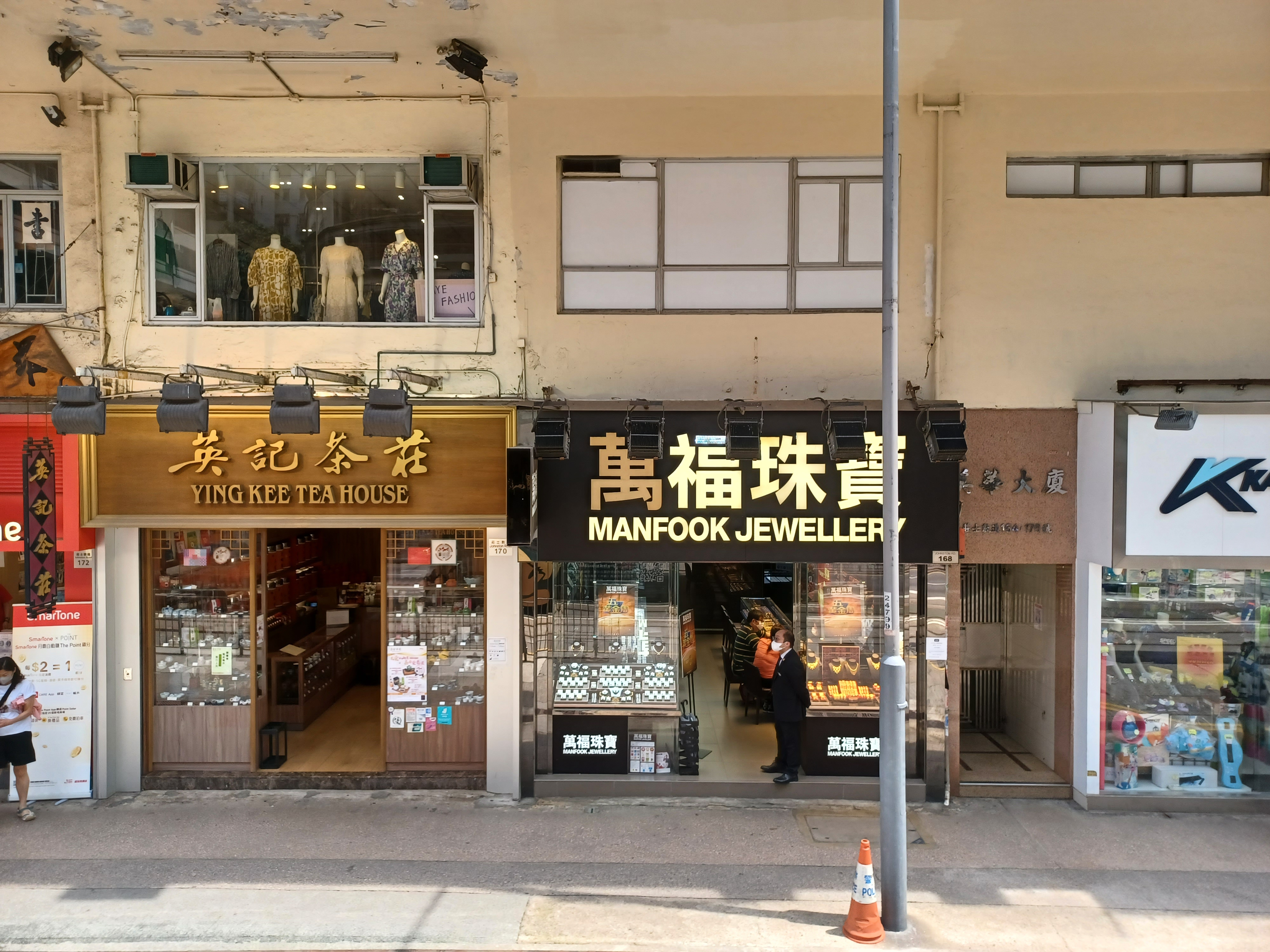
莊士敦道164-176號美華大廈的地舖

## 街道霓虹燈招牌

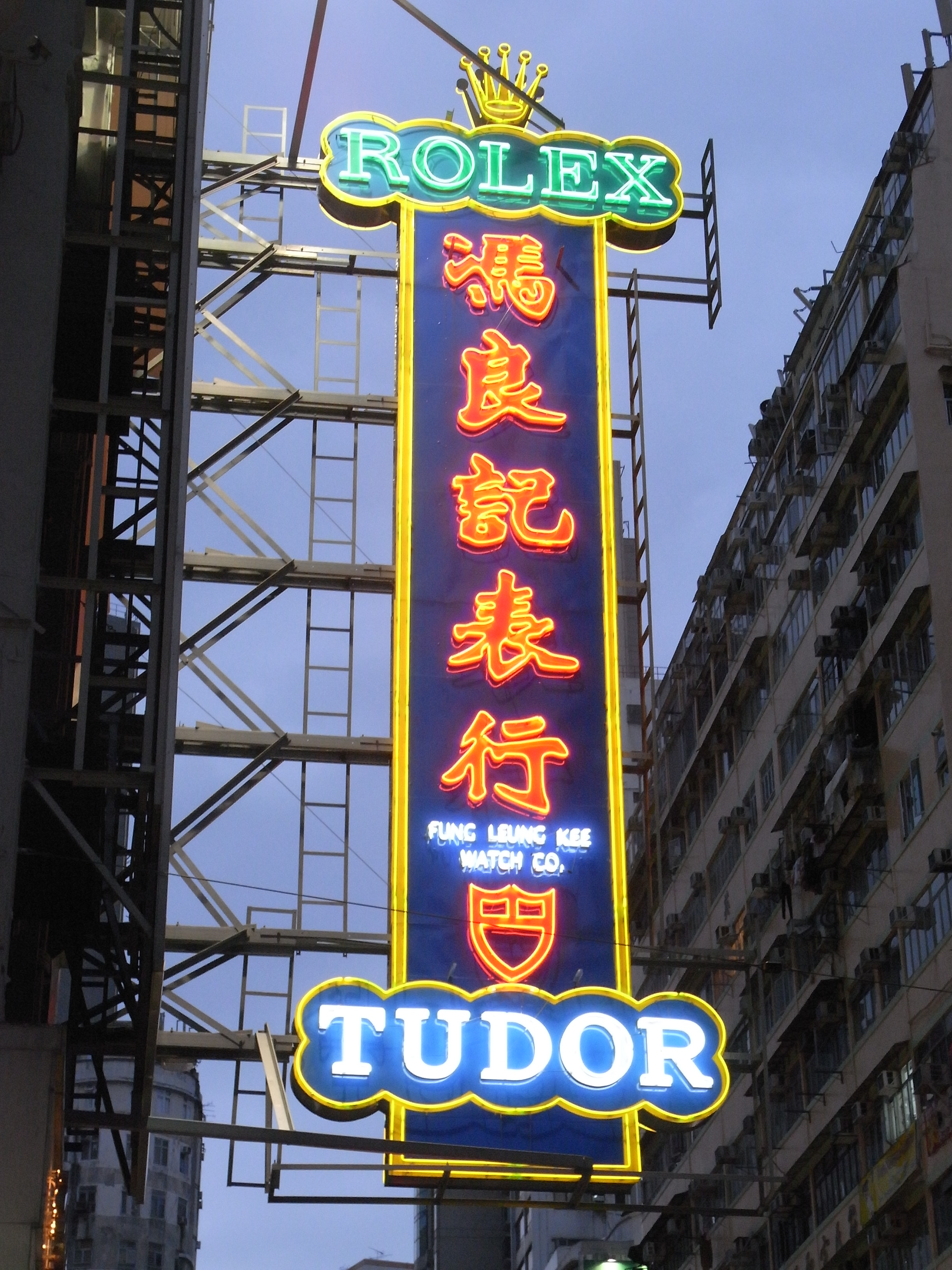
馮良記表行（已拆卸）
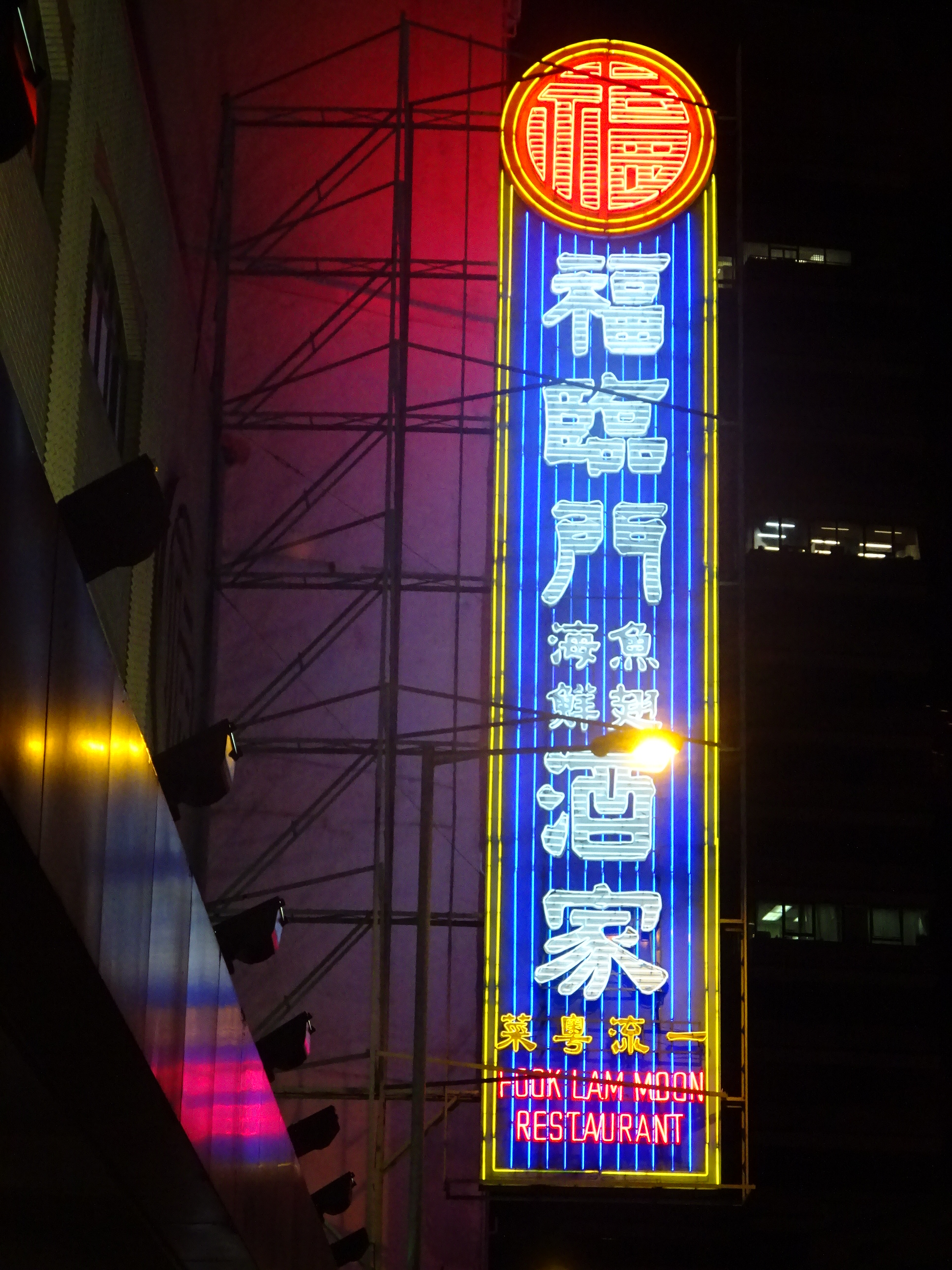
福臨門酒家（已拆卸）
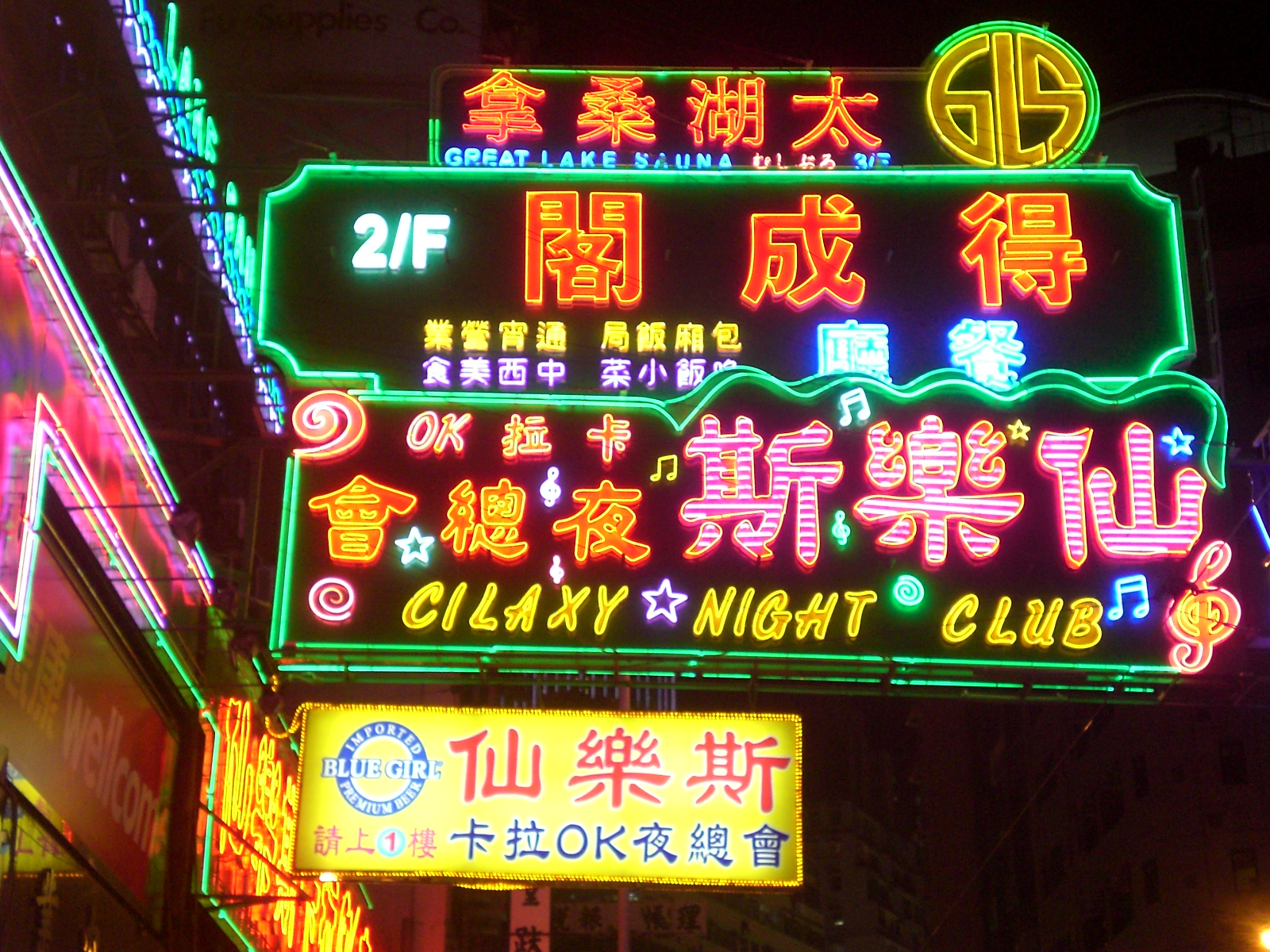
仙樂斯夜總會（已拆卸）

## 流行文化

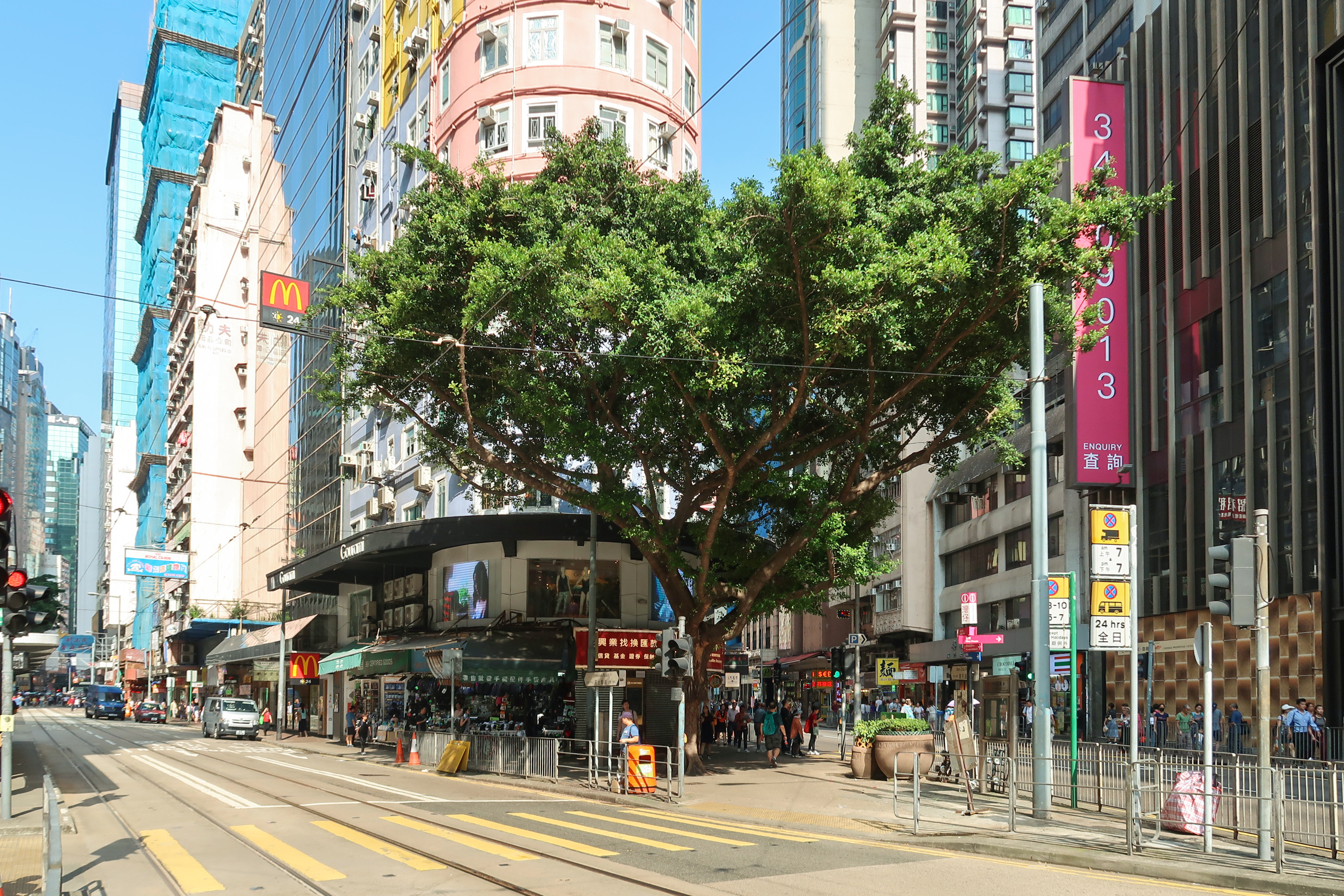
美國真人秀節目《奪寶奇Show30》曾於本道路相中安全島位置設中途站

美國真人秀節目《奪寶奇Show》（The Amazing Race）第30季曾於本道路與灣仔道交界設置第11段之中途站。

## 外部連結
- 故地重遊：莊士敦道原名是「海旁東」。
- Keith Macgregor: Johnston Road with trams - 1984 （页面存档备份，存于）